# 冨岡聖平
冨岡 聖平（とみおか しょうへい、1996年2月29日 - ）は、富山県黒部市出身のプロ野球選手（投手）。右投右打。MLBのアスレチックス傘下所属。

## 経歴・人物

### プロ入り前
富山県黒部市に生まれる。小学生の頃からメジャーリーガーに憧れており、黒部市立田家小学校3年生の時に田家イーグルスで野球を始める。黒部市立鷹施中学校では軟式野球部に所属し、三塁手としてプレー。
高校は富山県立桜井高等学校に進学し、投手に転向。3年時最後の大会である2013年の富山大会では決勝まで進出するも富山第一高等学校に2-4で敗れ、惜しくも甲子園出場を逃した。
大学は東洋大学に進学し、硬式野球部に所属。しかし故障の影響もあり、リーグ戦登板は4年間で6試合に終わる。
大学卒業後はバイタルネットに就職し、新潟市を拠点とする社会人野球の硬式野球部で2年間プレー。先発・リリーフをこなした。2019年限りで退社。

### アスレチックス傘下時代
2019年11月9日に都内で行われたオークランド・アスレチックスの投手限定入団テストに参加し、アスレチックスとのマイナー契約を勝ち取り、翌2020年1月29日、正式に契約。この年は新型コロナウイルス感染拡大の影響でマイナーリーグが開催されなかったため、公式戦での登板はなかった。
2021年にA+級ランシング・ラグナッツでプロデビュー。25試合（うち先発9試合）に登板し、6勝7敗、防御率4.65という成績だった。
2022年もA+級ランシング・ラグナッツで21試合（うち先発2試合）に登板し、0勝4敗2セーブ、防御率7.32という成績だった。
2023年はAA級ミッドランド・ロックハウンズへ昇格して開幕を迎えた。29試合に登板し、2勝0敗2セーブ、防御率3.02、奪三振率10.68と活躍を見せ、8月にAAA級ラスベガス・アビエイターズへ初昇格した。
2024年はAA級ミッドランドで39試合に登板し、2勝4敗1セーブ、防御率4.14という成績だった。
2025年はAA級ミッドランドで開幕。11試合で0勝0敗6セーブ、防御率0.59と好投し、5月12日自身2年ぶりとなるAAA級のラスベガスに昇格した。しかし、AAA級ラスベガスでは結果を残せず、6月19日にAA級ミッドランドに再降格した。